# Джетфайер
Дже́тфайер (англ. Jetfire дословно «реактивный огонь»), в русской телевизионной версии 6-го канала Истребитель — популярный персонаж ряда американских и японских мультсериалов о трансформерах, а также фильма М. Бэя «Трансформеры 2: Месть падших»

## Биография в мультсериалах

### «The Transformers»
Скайфайер (оригинальное имя Джетфайера в м/ф "The Transformers")  — один из немногих трансформеров, чья «довоенная» биография известна в подробностях. Задолго до того, как на Кибертроне разразилась война, он был учёным. Вдвоём со своим лучшим другом Старскримом он проводил научные исследования в космосе, пока однажды во время путешествия в отдалённый район Галактики не пропал без вести. Старскрим долго пытался разыскать его, но безуспешно. Затем началась война, и ему стало не до поисков.
Новая встреча бывших друзей состоялась несколько миллионов лет спустя, когда в Арктике десептиконы, пробивая шахту к центру Земли, раскопали вмёрзшее в лёд тело гигантского трансформера, которого никто из них не знал. Старскрим проявил несвойственную ему заботливость по отношению к «находке», чем очень удивил и заинтересовал Мегатрона; тогда-то он и рассказал ему историю Джетфайера
Когда Джетфайер пришёл в себя, Мегатрон предложил ему вступить в ряды десептиконов и сражаться с автоботами. Не имея никакого представления о том, что произошло на Кибертроне за время его отсутствия, Джетфайер охотно принял предложение Мегатрона и даже захватил в плен нескольких автоботов и их союзников-людей — Спайка Уитвики и его отца Факела. Но когда Старскрим приказал Джетфайеру убить пленников, а затем пригрозил расправиться с ним самим за неповиновение, Джетафайер понял, что сделал неправильный выбор, и заявил, что не желает оставаться десептиконом. В подтверждение своих слов он разрушил шахту, проложенную десептиконами, но сам при этом вновь оказался замурованным в толще льда. Оптимус Прайм от лица всех автоботов торжественно пообещал, что Джетфайер никогда не будет забыт. Так и вышло. Через некоторое время, когда десептиконы раздобыли в древнем храме инков «Кристалл Силы», обладающий свойством концентрировать энергетические лучи, и использовали его для создания очередного сверх-оружия, автоботам потребовался сильный союзник, и им пришлось пробудить Джетфайера.

### «Трансформеры: Властоголовы»
Джетфайера можно заметить в Автобот-Сити, когда Хэдмастеры чинили Крепыша Максимуса.

### «Трилогия Юникрона»

#### «Трансформеры: Армада»
В мультсериале «Армада» Истребитель занимает должность заместителя Оптимуса Прайма (во всяком случае, именно так он отрекомендовался при первом появлении). Наряду со Скэвенджером он — один из наиболее сильных трансформеров, а также единственный из автоботов, кто способен летать по-настоящему; и тем, и другим он очень гордится. Не упускает случая лишний раз напомнить окружающим о своих заслугах и статусе, но стать «номером первым» в иерархии автоботов не стремится (к примеру, после гибели Оптимуса Прайма Истребитель не выражает никакого желания занять его место и с готовностью уступает его Хот Шоту). Чрезвычайно уверен в себе и, похоже, мало что воспринимает всерьёз (пожалуй, за исключением перспективы получить нагоняй от Прайма — например, за излишнюю самонадеянность). На первый взгляд кажется просто легкомысленным хвастуном, и лишь постепенно выясняется, что на самом деле он совсем не так уж плох.

#### «Трансформеры: Энергон»
По манерам и характеру — тот же самый Истребитель из предыдущей части трилогии, хотя и с полностью изменённым внешним видом. Он тренировался на Кибертроне вместе с Оптимусом Праймом и Броневиком. После возвращения на Землю занимался тем же, чем и прежде — сражался с десептиконами.

#### «Трансформеры: Кибертрон»
Как и в первой части трилогии, занимает должность заместителя Оптимуса. Наиболее чётко и верно выполняет его приказы. Несколько консервативен и скептичен по отношению к новым идеям, предпочитая придерживаться старых и проверенных путей; старается во всём следовать строгим правилам. К выполнению любой работы подходит крайне ответственно, равно как и к защите невиновных от деяний десептиконов — причём, если понадобится, без лишних раздумий пожертвует собой. Трансформируется в крупный грузовой самолёт, но это не мешает ему передвигаться на очень высокой скорости. Используя Киберключ автоботов, он может выдвинуть у себя на спине двойную пушку и дать из неё мощный залп.

### Трансформеры: Оптимус Прайм против Мегатрона — Последняя битва
В этом короткометражном мультфильме, который представляет собой коллаж эпизодов мультсериалов «Transformers: Energon» и «Transformers: Cybertron» Джетфайер появляется только в нескольких эпизодах.

### «Трансформеры: Анимация»
Здесь Джетфайер — самый молодой из автоботов, а также первый автобот, умеющий летать. Вместе со своим братом-близнецом Джетстормом может объединяться в гештальт. Джетфайер отличается от брата тем, что его корпус окрашен в жёлтый цвет (у Джетсторма — в голубой); по характеру же братья совершенно одинаковы — оба они отчаянно смелые, но слегка бестолковые.

## Биография в фильме
Согласно версии, изложенной в фильме, Джетфайер — один из самых старых трансформеров и древнейший из десептиконов. Достоверных данных о его происхождении нет. По его собственным словам, он родился на Земле; там жили все его предки, а его отец был первым колесом (правда, не исключено, что эта версия — чистая фантазия, порождённая окислившимися от времени микросхемами почтенного старца). Бесспорно только то, что Джетфайер находился на Земле как раз в то время, когда один из Праймов предал своих братьев и восстал против них. Был одним из десяти «искателей», которые по заданию Фоллена разыскивали спрятанную Праймами «Матрицу лидерства». После длительных поисков Джетфайеру удалось обнаружить местонахождение «Матрицы», но к тому времени он уже разочаровался в предателе и решил не открывать ему этой тайны. Вместо того, чтобы вернуться на Кибертрон, он остался на Земле. 
 Где и как Джетфайер провёл следующие несколько тысяч лет — неизвестно. В режиме самолёта был в качестве экспоната помещён в Аэрокосмический музей, где и пребывал в стазисном состоянии до того момента, когда Сэм Уитвики оживил его с помощью осколка «Оллспарка». Доставил Сэма и его друзей в Египет, к месту нахождения Матрицы. Участвовал в битве со своими бывшими сослуживцами-десептиконами. Лично уничтожил Миксмастера и Скорпонока, но и сам был тяжело ранен, и перед смертью отдал свои доспехи Оптимусу Прайму, чтобы тот мог сразиться с Фолленом.

## Видеоигры
За Джетфайера можно сыграть в игре «Transformers: War for Cybertron». Здесь он вместе с Эйррейдом и Сильверболтом отправился уничтожать станцию Десептиконов, которая оказывается огромным трансформером Триптиконом. В следующей игре — «Transformers: Fall of Cybertron» — Джетфайер уничтожил абордажные тросы «Немезиды», тем самым перекрыв десептиконам доступ на «Арк». Позже помогал Джазу победить Брутикуса. В игре «Трансформеры. Битва за тёмную искру» спровоцировал выстрел из Триптикона, чтобы освободить Оптимуса и его товарищей.
В игре Transformers: Earth Wars, является одним из двух начальных персонажей при игре за автоботов.

## Технические характеристики
Джетфайер — один из самых больших трансформеров (его рост достигает 15,24 метров); среди автоботов только Метроплекс и Омега Суприм превосходят его по размерам. Поэтому нередко выполняет роль транспортного средства, доставляя автоботов с Земли на Кибертрон и обратно. Кроме того, он считается самым быстрым из автоботов — может облететь половину земного шара всего за полчаса.
В мультсериале «Армада» Джетфайер, приближаясь к Земле, сканирует космический шаттл землян и трансформируется в него. Имеет напарника-мини-кона по имени Кометтор. Может объединяться с Оптимусом Праймом, образуя мощный гештальт — «Джет Оптимус».
Режим трансформации Джетфайера в фильме — стратегический сверхзвуковой самолёт-разведчик SR-71 «Блэкбёрд» (англ. Blackbird — «Дрозд»). Это — самый быстрый земной самолёт, способный развивать скорость свыше 3500 км в час и подниматься на высоту 24 км. Впервые поднявшись в воздух в 1964 г., он оставался в строю более 30 лет, пока в 1998 г. его не вывели из эксплуатации.
Внешний вид Джетфайера в альт-форме робота подчёркивает его преклонный возраст: расходящиеся металлические пластины на лицевой части образуют некое подобие бороды, он сгорбленный, передвигается с трудом, опираясь на клюку. Тем не менее, он отнюдь не так слаб и немощен, как может показаться. 

В режиме робота основное оружие Джетфайера — лучевая пушка; кроме того, он вооружён боевым топором и ракетной установкой, вмонтированной в руку. 
Джетфайер — единственный из ныне живущих трансформеров (за исключением Фоллена), кто владеет древней уникальной технологией создания космических мостов, с помощью которых он может преодолевать громадные расстояния в мгновение ока.
Согласно официальным данным, качества Джетфайера как воина оцениваются следующим образом: интеллект и скорость — 10, храбрость, боевое мастерство и сила — 9, огневая мощь — 
8, выносливость — 5.

## Характер
В сериале «Трансформеры» Истребитель при первом своём появлении представлен как миролюбивый учёный, несколько «не от мира сего». Он весьма далёк от политики и присоединяется к десептиконам, просто чтобы сделать приятное старому другу — Скандалисту, не подозревая, что его бывший коллега за миллионы лет успел очень сильно измениться, и далеко не в лучшую сторону. Когда же Истребитель, наконец, узнаёт правду, это становится для него жестоким ударом. Разуверившись в Скандалисте, он навсегда разуверился в дружбе вообще. С тех пор он в отношениях с окружающими старается «соблюдать дистанцию», на сближение идёт неохотно и с большой осторожностью. Другие автоботы считают такое поведение проявлением зазнайства и высокомерия. В итоге контакты между Истребителем и автоботами ограничиваются деловым сотрудничеством. В команде Прайма его ценят и уважают, но не особенно любят.
В фильме Джетфайер — довольно-таки склочный и ворчливый старикан, к тому же страдающий склерозом (впрочем, в его возрасте это не удивительно). 

Хотя Джетфайер всю жизнь был десептиконом, он при этом всегда неукоснительно соблюдал древний кодекс воинской чести; именно это заставило его в конце концов порвать со своими сородичами. В отличие от Мегатрона, Старскрима и им подобных, он убеждён, что цель не оправдывает средства. Понимая, что победа Фоллена и десептиконов будет означать гибель всего живого на Земле, во время решающей схватки между Праймом и Фолленом Джетфайер становится на сторону Прайма. Когда Фоллен отбирает у оживлённого, но ещё слабого Оптимуса Прайма Матрицу лидерства, старый десептикон, желая искупить сделанное в прошлом зло, отдает вождю автоботов свою собственную искру и все свои системы, чтобы тот смог завершить свою миссию и навсегда покончить с Фолленом.

## Слабые стороны
Дальность действия ограничена большим потреблением топлива, каждый трансатмосферный перелет требует дозаправки при приземлении. Будучи трансформером старой конструкции, разработанной еще до начала Третьей Кибертронской войны, он требует доработки и модернизации. С ним уже случались любые поломки, от отказа радио до остановки двигателя в космическом пространстве.

## Видеоигры

### «Transformers: G1 — Awakening»
Джетфайер был частью отряда десептиконов, атаковавших автоботов по приказу Старскрима. Трансформер был не только побеждён, но и захвачен в плен, однако у автоботов не было данных о его существовании, поэтому те предположили, что пленник может вовсе не быть десептиконом, и починили его. Оказалось, что десептиконы обманом заставили Джетфайера примкнуть к ним, и тот с радостью присоединился к автоботам. Нового автобота тут же послали отключить силовое поле десептиконов. На месте Джетфайер встретил Мегатрона и Триптикона, готовых уничтожить предателя, но, воспользовавшись преимуществом в скорости, смог выполнить задачу. Позже Джетфайер оказывается в составе отряда, нашедшего Гримлока и оказавшего ему помощь в бою с армией десептиконов. Затем выиграл дуэль со Старскримом на берегу реки.

### «Transformers: Legends»
Transformers: Revenge of the Fallen
Озвучен Клайвом Ревиллом.

Джетфайр был в музее и был освобожден Сэмом. После этого бывший десептикон перенес автоботов в Египет. Когда Оптимус был атакован Мегатроном и Старскримом он пришел на помощь, отвлекая Старскрима. Когда оба кона были повреждены, он подошел к сикеру и хотел добить его. Но Мегатрон, который только притворился мёртвым, спас своего заместителя, пронзив Джетфаера клинком насквозь. Умирающий Джетфайер отдал свою броню Оптимусу.
Transformers: Revenge of the Fallen the Game. PSP.
Джетфайер доставил автоботов к храму, но там он встретил Мегатрона и Старскрима. Последний расстрелял его из пулемета в упор.

## Появление в сериях
Трансформеры G1
- 7. Огонь в небе / Fire in the Sky
- 9. Схватка на вершине / Fire on the Mountain
- 12. Окончательное уничтожение (Часть 2) / The Ultimate Doom, Part 2
- 13. Окончательное уничтожение (Часть 3) / The Ultimate Doom, Part 3
- 15. Нашествие Инсектиконов / A Plague of Insecticons
- 20. Нападение на автоботов / Attack of the Autobots
- 22. Блокиратор / The Immobilizer
- 25. День механизмов / Day of the machines
- 73. Пробуждение во тьме / Dark Awakening

Трансформеры: Властоголовы
- 27. Загадочные воины (Часть 1) / Miraculous Warriors, Targetmasters (Part 1)

Трансформеры: Армада — серии 24-52
Трансформеры: Энергон — все серии
Трансформеры: Кибертрон — все серии
Трансформеры: Оптимус Прайм против Мегатрона — Последняя битва
Трансформеры: Анимейтед
- 34. Где твоё жало? / Where Is Thy Sting?
- 35. Пять сервоприводов гибели / Five Servos of Doom
- 36. Восстание Предаконов / Predacons Rising
- 39. Десептиконы в воздухе / Decepticon Air
- 40. Вот почему я ненавижу машины / This Is Why I Hate Machines

Трансформеры 2: Месть падших